# Io/Proiezioni
Io/Proiezioni è un 45 giri della cantante pop italiana Loredana Bertè, pubblicato nel 1988 dall'etichetta discografica RCA italiana.

## I brani
Il brano, scritto da Tony Cicco, su arrangiamenti di Corrado Rustici, ebbe un buon successo, raggiungendo il picco massimo della sedicesima posizione dei singoli più venduti.
Il brano venne presentato al Festival di Sanremo di quell'anno, classificandosi sedicesimo.

## Lato b
Proiezioni, brano pop scritto dalla stessa Berté e Michel Piccoli, era il lato b del disco.
Entrambi i brani sono contenuti nell'album Io.

## Tracce
Lato A
1. Io – 4:10 ((Tony Cicco))

Durata totale: 4:10
Lato B
1. Proiezioni – 4:17 ((L. Berté, M. Piccoli))

Durata totale: 4:17

### Charts
| Chart (1988)  | Peak position |
| ------------- | ------------- |
| Italia (FIMI) | 16            |